# Coruja-de-palau
A Coruja-de-Palau (Pyrroglaux podarginus) é uma espécie de ave estrigiforme pertencente à família Strigidae, e é conhecida como Coruja-de-Palau, pois somente habita esse arquipélago no Oceano Índico.